# Cratere Lamb
Lamb è un grande cratere lunare di 103,55 km situato nella parte sud-occidentale della faccia nascosta della Luna.
Il cratere è dedicato al fisico britannico Horace Lamb.

## Crateri correlati
Alcuni crateri minori situati in prossimità di Lamb sono convenzionalmente identificati, sulle mappe lunari, attraverso una lettera associata al nome.
| Lamb | Coordinate             | Diametro (in km) |
| ---- | ---------------------- | ---------------- |
| A    | 39°52′12″S 101°33′00″E | 16,45            |
| E    | 41°33′S 107°03′E       | 11,31            |
| G    | 43°03′36″S 105°42′00″E | 68,03            |